# Octavian Bodișteanu
Octavian Bodișteanu (n. 15 mai 1977, Fundul Galbenei, Hîncești) a fost Ministru al Tineretului și Sportului din Republicii Moldova, din 31 mai 2013 până la 10 decembrie 2014, înlocuindu-l pe Octavian Țîcu și fiind succedat de Serghei Afanasenco. Între 2011-2013 Bodișteanu a fost viceministru al Tineretului și Sportului al Republicii Moldova.
Octavian Bodișteanu este un fost sportiv de performanță (multiplu campion național și internațional la lupte libere, maestru în sport), de profesie jurist, primul cetățean de onoare al satului natal.
Este căsătorit cu cântăreața Janet Erhan și au trei copii, Daniela, Alex și Bogdan.

## Legături externe
- Octavian BODIȘTEANU, Ministru al tineretului și sportului pe gov.md